# В далекому плаванні
«В далекому плаванні» (рос. «В дальнем плавании») — радянський пригодницький художній фільм 1945 року режисера Володимира Брауна, екранізація «Морських оповідань» Костянтина Станюковича.

## Сюжет
Вітрильний корвет «Витязь» з командою випробуваних матросів і новачком Єгором йде в далеке плавання. Героїв чекають усілякі пригоди, небезпеки і перемога над стихією…

## У ролях
- Амвросій Бучма —  боцман Дзюба
- Борис Дмоховський —  Микола Федорович, капітан корвета «Витязь»
- Михайло Висоцький —  Василь Іванович Снігова, старший офіцер
- Михайло Романов —  барон Карл Іванович Берг
- Леонід Князєв —  мічман Лопатин
- Дмитро Капка —  матрос Іван Свистунов
- Володимир Шишкін —  гардемарин Володимир Ошаров
- Юніор Шилов —  гардемарин Олександр Горєлов
- Сергій Петров —  Олексій Федорович, штурман
- Борис Карлаш-Вербицький —  матрос Федосеіч
- Олександр Кузнєцов —  молодий матрос Єгорка Перцов
- Андрій Сова —  писар Аксьонов
- Володимир Освецімскій —  адмірал Горєлов
- Аркадій Аркадьєв —  боцман Никифоров
- К. Зюбко —  матрос Митрич
- А. Савченко —  дружина капітана

## Знімальна група
- Автор сценарію: Григорій Ковтунов
- Режисер: Володимир Браун
- Оператор: Олексій Мішурін
- Композитор: Юрій Мілютін